# Strava
Strava é um aplicativo de monitoramento de exercícios físicos com características de redes sociais. Inicialmente voltado para ciclismo e corrida ao ar livre, o monitoriamento sendo feito através de GPS, hoje suporta também outros tipos de exercícios, incluindo em ambientes fechados. O Strava usa um modelo freemium com alguns recursos disponíveis somente com assinatura paga. O aplicativo foi fundado em 2009 por Mark Gainey e Michael Horvath com sede em São Francisco, Califórnia.

## História
Strava significa "esforço" em sueco ("sträva"). Foi fundado em 2009 por Michael Horvath e Mark Gainey, que haviam se conhecido nos anos 80 na equipe de remo da Universidade de Harvard .
No início foi popular entre ciclistas e corredores, em 2017 mais de um bilhão de atividades já haviam sido publicadas no app. Em 2020, o Strava contava com mais de 50 milhões de usuários e três bilhões de atividades publicadas.
Em maio de 2020 o Strava alterou significativamente seus termos de uso. Alguns recursos antes  gratuitos passaram a ser restritos a assinantes, e a maioria das novas funcionalidades também estariam disponíveis só para assinantes.
Em 2022, o Strava parou de atuar na Rússia e Bielorrússia por conta da invasão russa da Ucrânia .
Em 2023, o Strava aumentou significativamente os preços das assinaturas em muitos mercados. Um mês antes, a empresa havia demitido 14% da força de trabalho. O último financiamento de capital de risco da empresa havia sido uma "Série F" de 110 milhões de dólares em 2020. Ainda no início de 2023, o Strava adquiriu a Fatmap, uma empresa focada na construção de mapas 3D de alta resolução para atividades ao ar livre.
Ainda no início de 2023, o fundador Michael Horvath comunicou que iria renunciar ao cargo. Em dezembro do mesmo ano, o Strava trouxe Michael Martin, ex-executivo do YouTube, para ser seu novo CEO.

## Privacidade
Em 2017, o Strava publicou um mapa de calor mostrando as rotas mais frequentemente feitas pelos atletas que usam o aplicativo. Em janeiro de 2018, um estudante da Universidade Nacional Australiana que descobriu que o mapa havia inadvertidamente delineado o traçado interno de bases militares, incluindo bases americanas conhecidas na Síria e bases operacionais avançadas no Afeganistão, e HMNB Clyde — uma base da Marinha Real que contém o arsenal nuclear do Reino Unido. As descobertas levaram a um escrutínio sobre a privacidade associada a serviços de fitness e outras aplicações de localização. O então CEO do Strava, James Quarles, afirmou que a empresa estava "comprometida em trabalhar com autoridades militares e governamentais" sobre o assunto e que iria rever as suas funcionalidades Atualmente os usuários podem optar por não ter seus dados agregados no mapa de calor, mas os dados originais dos usuários antigos acabaram públicos na internet .
Em 2022 foi revelada uma outra falha de segurança no serviço, que permitia identificar e rastrear seguranças trabalhando em bases militares em Israel. Essa foi uma questão independente do mapa de calor.
Em junho de 2023, um relatório afirmou que seria possível obter o endereço de usuários altamente ativos em áreas remotas a partir do mapa de calor do Strava.
Ainda em 2023, o Strava foi usado para identificar um residente de Raleigh, Carolina do Norte, como o suposto incendiário.